# NGC 6784
NGC 6784 (również PGC 63209) – galaktyka eliptyczna (E-S0), znajdująca się w gwiazdozbiorze Pawia. Odkrył ją John Herschel 23 czerwca 1835 roku. Towarzyszy jej druga galaktyka o zbliżonym rozmiarze kątowym i jasności – PGC 63210, zwana czasem NGC 6784A. Ponieważ nie ma pewności, którą z nich obserwował Herschel, niektóre źródła za obiekt NGC 6784 uznają obie te galaktyki.